# St. Nikolaus (Wald)

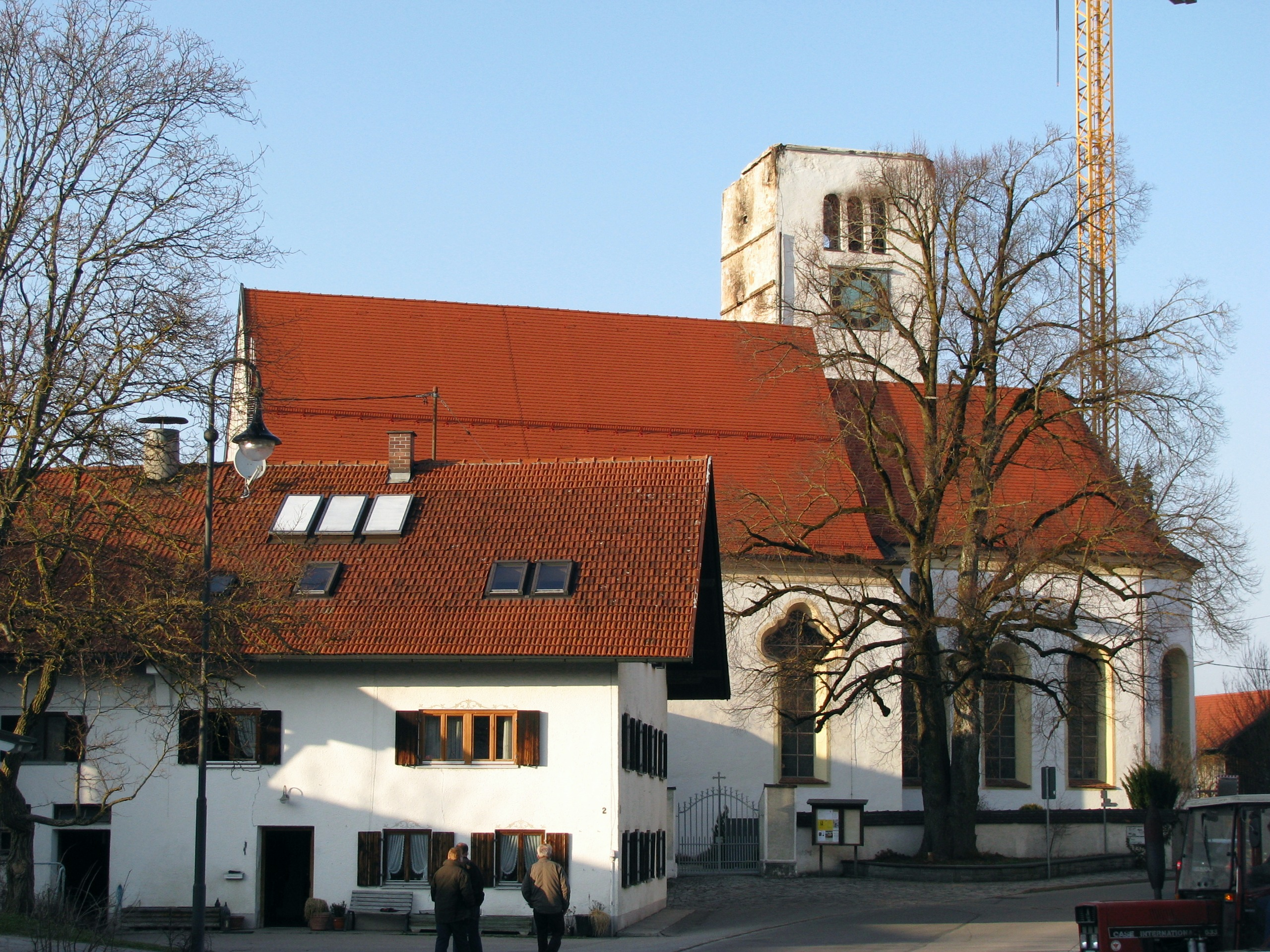
St. Nikolaus in Wald

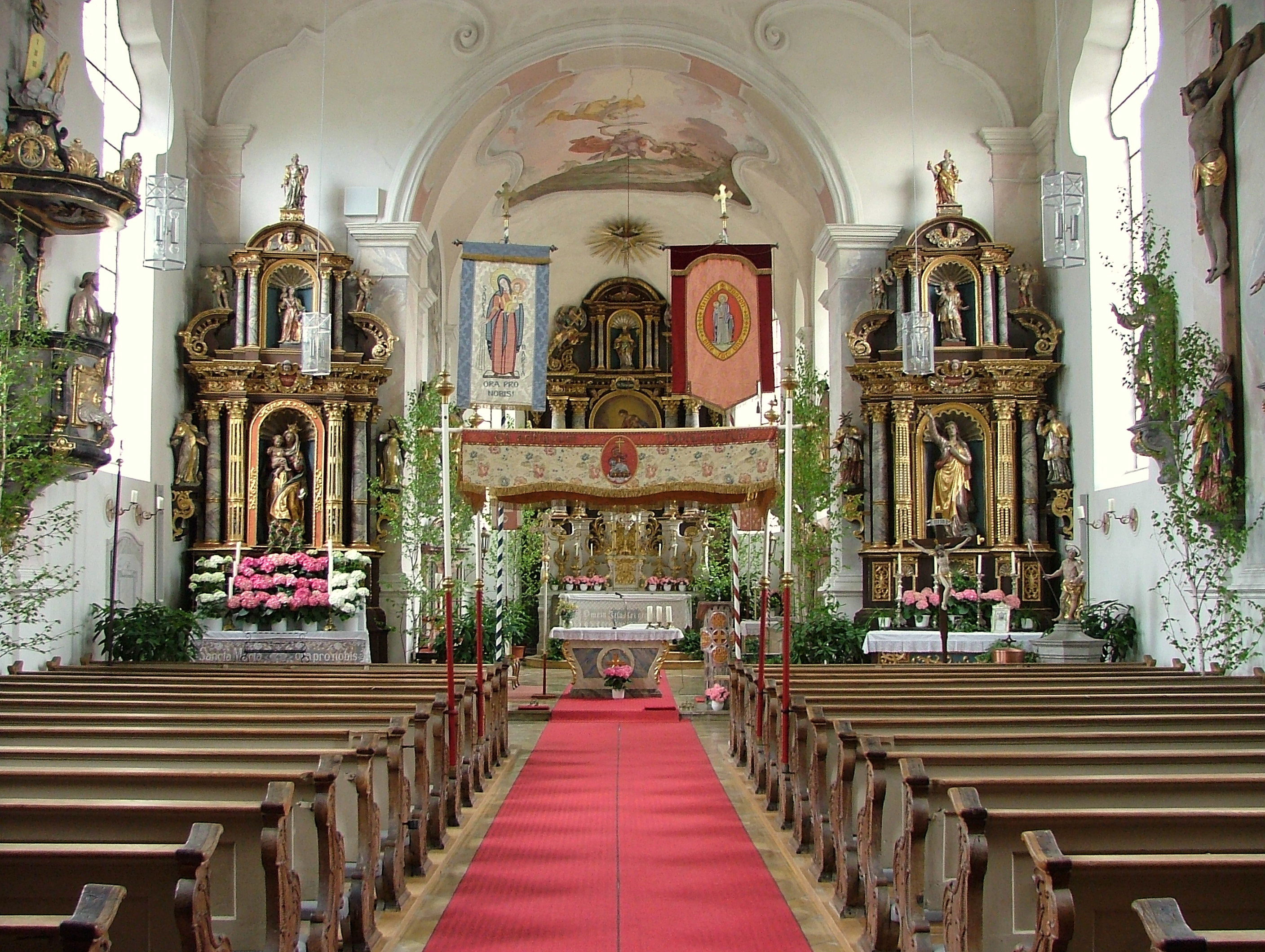
Blick zum Chor

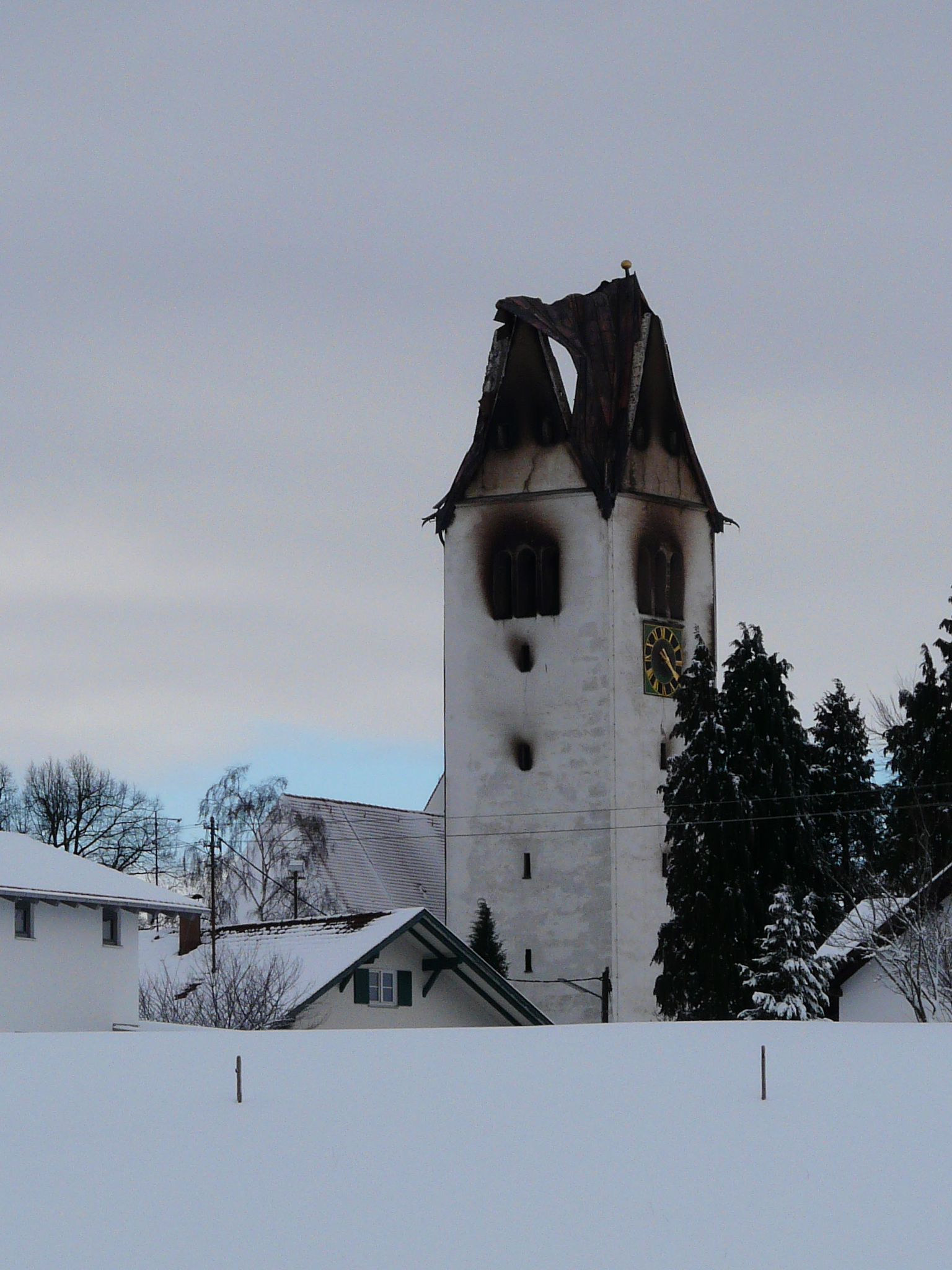
Die Kirche am Tag nach dem Brand (7. Januar 2012)

Die römisch-katholische Pfarrkirche St. Nikolaus steht in Wald, einer Gemeinde im schwäbischen Landkreis Ostallgäu in Bayern. Das Bauwerk ist in der Liste der Baudenkmäler in Wald als Baudenkmal unter der Nr. D-7-77-179-1 eingetragen.

## Beschreibung
Die gotische Saalkirche wurde im Kern am Ende des 14. Jahrhunderts erbaut. Sie besteht aus einem Langhaus, das 1696 nach Westen verlängert wurde, einem eingezogenen, halbrund geschlossenen Chor im Osten, der 1781 erneuert wurde, und einem Chorflankenturm auf quadratischem Grundriss an der Nordwand des Chors, dessen untere Geschosse von 1493 stammen. Der 60 m hohe Kirchturm brannte nach einem Blitzschlag am 6. Januar 2012 bis auf die Mauern ab. Die fünf Kirchenglocken im Glockenstuhl waren nicht mehr zu retten, doch das Kirchenschiff blieb verschont. 
Der Innenraum des Langhauses ist mit einer Flachdecke überspannt, der des Chors mit einem Stichkappengewölbe. Die Fresken an der Decke des Chors mit der Opferung von Isaak und an der Decke des Langhauses mit Nikolaus von Myra wurden 1782 von Joseph Keller gestaltet. Die Wandmalereien im Chor von 1902 stammen von Josef Altheimer. Sie wurden 1915 von Oswald Völkel stark erneuert. Der Tabernakel am Hochaltar entstand um 1750. Die Statue des heiligen Nikolaus, die ehemals zu einer Kanzel gehörte, wird dem Umkreis von Anton Sturm zugeschrieben.

## Orgel
Die Orgel mit 16 Registern auf zwei Manualen und Pedal wurde von Heinrich Koulen aus Oppenau im Jahr 1902 erbaut. Die Disposition lautet:
| I Manual C–f3     |    |            |
| Principal         | 8′ |            |
| Harmonieflöte     | 8′ |            |
| Bourdon           | 8′ |            |
| Dolce             | 8′ |            |
| Gamba             | 8′ |            |
| Octave            | 4′ |            |
| Mixtur-Cornet III |    | [ Anm. 1 ] |

| II Manual C–f3   |    |
| Geigenprincipal  | 8′ |
| Salicional       | 8′ |
| Lieblich Gedeckt | 8′ |
| Vox coelestis    | 8′ |
| Traversflöte     | 4′ |
| Oboe             | 8′ |

| Pedal C–d1   |     |            |
| Subbaß       | 16′ |            |
| Stillgedeckt | 16′ | [ Anm. 2 ] |
| Violonbaß    | 08′ |            |

- Koppeln: II/I, II/I sub, II/I super, I/P, II/P
- Bemerkungen: Taschenlade, pneumatische Spiel- und Registertraktur

Anmerkungen
1. ↑  aus Quintflöte 2 2⁄3′ + Octave 2′ + Terzflöte 1 3⁄5′
2. ↑  Windabschwächung des Subbaß